# Majna černokřídlá
Majna černokřídlá (Acridotheres melanopterus) je ohrožený druh z čeledi špačkovití (Sturnidae) a rodu Acridotheres, historicky zástupce rodu Sturnus. Jsou známy celkem tři poddruhy: Acridotheres melanopterus melanopterus, Acridotheres melanopterus tertius a Acridotheres melanopterus tricolor. Někdy bývají osamostatněny na samostatné druhy.

## Výskyt
Majna černokřídlá se vyskytuje na ostrově Jáva; pokud jsou k ní připočítávány i poddruhy tertius a tricolor, pak její areál výskytu zahrnuje rovněž ostrovy Bali a Lombok. Všechny tyto populace jsou ohroženy vyhynutím. Do 60. let 20. století byl na Jávě pták značně rozšířen po celé střední a západní části ostrova, a obýval i ostrov Madura, od té doby ale stavy značně poklesly, přičemž ve většině oblastí byl druh již vyhuben. Majna v současnosti obývá převážně mangrovníkové porosty, přičemž se vyskytuje od hladiny moře do maximální nadmořské výšky 2 400 m n. m.
Druh byl zřídka objeven i v některých státech Malajského poloostrova, například ze singapurského ostrova Pulau Sekijang Bendera pochází záznam o prosperující populaci z 80. let 20. století.

## Popis
Majna černokřídlá je středně velký druh majny, dosahuje velikosti asi 23 cm. Má bíle zbarvené peří s černými letkami, plášť však může být břidlicově šedavý. Okolo oka se rozprostírá žlutavá až růžová skvrna, která se táhne od spodní strany zobáku až k uchu. Na hlavě má tento druh krátkou chocholku z peří. Vzhledem se podobá majně Rothschildově (Leucopsar rothschildi), která má však skvrnu kolem oka modrou, méně černého peří a větší chocholku. Mladí jedinci majn černokřídlých se podobají dospělcům, mají i skvrnu kolem oka, ale peří je převážně pískové.

## Chování
Majna černokřídlá patrně hnízdí ve stromových dutinách, o odchovu mláďat či životním cyklu nebyly získány téměř žádné informace. Dle pozorování si nicméně druh připravuje hnízdo okolo ledna, přičemž nedospělé jedince lze spatřit v září. Na základě pozorování z ostrova Pulau Sekijang Bendera ptáci sháněli potravu v párech nebo samostatně, často ve společnosti jiných majn. Lovili drobné bezobratlé, často ve stromoví, konzumovali rovněž plody rostlin Fagraea fragrans a Eugenia longiflora, pili nejspíš také nektar. Ptáci v páru spolu vzájemně komunikovali zvedáním chocholky a pohyby hlavou a těla. Píseň tvořila hlasitá směs pískavých a krákavých zvuků.

## Ohrožení
Hlavním důvodem ohrožení se stal lov ptáků pro klecový chov. Majna je jedním z nejpopulárnějších klecových ptáků na Jávě a ulovení jedinci jsou na místních trzích stále žádaní. Ptáci jsou proto i přes zákonnou ochranu stále odchytáváni. Jakartský průzkum (2014) na třech největších místních ptačích trzích v Pramuku, Baritu a Jatinegaře objevil pravidelně několik majn v Baritu a až čtrnáct ptáků najednou na trhu v Pramuku; žádní ptáci se neprodávali pouze na trzích v Jatinegaře. Jednotlivci byli na trzích v Jakartě prodáváni za průměrných 220 amerických dolarů, přičemž jedinci odchycení z volné přírody jsou nejdražší.
Historickou hrozbu mohla představovat chemizace zemědělství, protože druh byl kdysi hojný v zemědělských oblastech.
Následkem těchto faktorů populace druhu rychle klesla a divoká populace je odhadována na méně než 250 dospělých jedinců. Mezinárodní svaz ochrany přírody (IUCN) jej považuje za ohrožený taxon. IUCN k roku 2021 uvádí očekávaný pokles populací od 10 do 49 % během 10 let. Majna černokřídlá rovněž spadá od roku 1979 pod zákony Indonésie. Ochranná opatření zahrnují především chov v zajetí, přičemž někteří ptáci jsou zpětně vypouštěni do volné přírody. IUCN nicméně považuje za klíčová ochranná opatření, jež by zastavila neudržitelný odchyt pro klecový chov.